# Keiji Inafune
Keiji Inafune (稲船 敬二, Inafune Keiji, nascido em 8 de maio 1965) é um designer de jogos e ilustrador japonês. Ele era o ex-chefe de Pesquisa & Desenvolvimento de Negócios Online na CAPCOM, mais conhecido por ser o ilustrador e co-designer do personagem Mega Man (Rockman no Japão). Ele também foi produtor das séries de jogos eletrônicos Onimusha e Dead Rising. Nos créditos da maior parte dos jogos ele usa o nome "INAFKING". Atualmente ele tem sua própria companhia, Comcept USA, responsável Mighty No. 9 e outros projetos.

## Biografia

### Início da vida
Nascido em Kishiwada, aos 22 anos de idade ingressou na CAPCOM pouco depois de se graduar, em 1987, em busca de um emprego como um ilustrador. A sua primeira atribuição como designer gráfico foi Street Fighter (1987), e o personagem Adon foi o único totalmente desenhado por ele. O jogo foi o primeiro de uma série de Jogos de luta que se tornou extremamente popular depois do lançamento de Street Fighter II em 1991. Na época, a CAPCOM focou-se na expansão do mercado doméstico de jogos eletrônicos, especialmente no Famicom da Nintendo. Antes, a maior parte dos jogos lançados para o sistema eram portados de outras plataformas.

### A sérieRockman
Agora esperando lucrar com o inexperiente console da Nintendo, os superiores de Inafune o direcionaram para a criação de um novo personagem chamado "Rockman". Nessa época a Capcom ainda tinha um time pequeno de artistas e desenvolvedores, então Inafune escolhido para ser um dos artistas chefe do novo projeto.
Quando ele foi desenhar para o jogo Rockman (que mais tarde foi alterado para "Mega Man" na América do Norte), Inafune desenvolveu toda a arte e design dos personagens. Devido ao pequeno grupo de pessoas no projeto, ele também construiu os personagens em forma de pixel, bem como o respectivo logotipo do jogo, design da embalagem, e do Manual de instruções. O Famicon possuía uma limitação técnica que fazia com que apenas 56 cores estivessem disponíveis para exibição, a maioria dos quais eram de tons de azul. Isso fez com que Inafune tomasse a decisão de tornar o personagem azul (como resultado, os fãs apelidaram o personagem de "o bombardeiro azul"). Os desenhos de Inafune foram fortemente influenciados pela animação Japonesa, e ele notou que tomou algumas observações de outros personagens de videogames da época, tais como Mario
No desenvolvimento do jogo, Inafune incorporou muitas referências a diversos gêneros musicais, como Rock, que é a fonte do nome japonês de "Rockman", assim como sua irmã chamada "Roll", que juntos formam o termo Rock and Roll. O primeiro jogo da série Rockman/Mega Man foi lançado em Dezembro de 1987, e as vendas de ambas as versões foram satisfatórias, mas Inafune depois percebeu que "Embora o jogo tenha vendido mais do que esperávamos, [Rockman 1] não foi um sucesso tão grande quanto mostram os números". Notando isso, os superiores da Capcom ordenaram que a equipe começasse um novo projeto chamado Professional Baseball Murder Mystery (Pro Yakyuu Satsujin Jiken), que foi lançado apenas no Japão.
Apesar disso, a equipe se sentia confiante em relação a série Rockman, e pediram permissão para construirem uma continuação para assim poderem consertar as falhas apresentadas no jogo original. A Capcom permitiu que a equipe continuasse o projeto, com o pré-requisito de que eles completassem o port  de Legendary Wings para NES assim como o Professional Baseball Murder Mystery. A equipe completou os projetos, e em 24 de Dezembro de 1988 lançaram o Rockman 2, com Mega Man 2 sendo lançado na América do Norte em 1989. O projeto se provou sendo um enorme sucesso, vendendo mais que o seu antecessor. Grande parte dos fãs o consideram como sendo o melhor jogo da série Mega Man, por causa do seu valor de produção, assim como seus gráficos e trilha sonora. A Capcom percebeu que a série se provou um ótimo lucrativo, e vários ports foram construídos junto com os lançamentos anuais da série principal.
O jogo seguinte da série "clássica" foi o Mega Man 3, lançado no Japão em 28 de Setembro de 1990 e depois lançado na América do Norte em Novembro de 1990. O Inafune considera o Mega Man 3 como sendo um dos seus jogos menos favoritos da série. Em uma entrevista de Outubro de 2007 para a Nintendo Power, Inafune explicou seus motivos para isso são "...o que está dentro do jogo e o que aconteceu por trás do lançamento dele". Inafune fala também que a equipe teve que lançar o jogo antes de eles acharam que estava pronto, também durante a produção do jogo os desenvolvedores perderam o "plano mestre". Inafune conclui, "se tivéssemos tido mais tempo para poli-lo, nós poderíamos ter feito muitas coisas melhor, torna-lo um jogo melhor, mas a companhia (Capcom) disse que nós precisávamos lança-lo. Todo o ambiente por trás do desenvolvimento do jogo é o que eu menos gosto. Números um e dois – Eu realmente queria fazer os jogos; Eu estava muito excitado com isso. Número três – ele só se tornou muito diferente como por exemplo o slide.

## Pós-Capcom
Em 29 de outubro de 2010 Inafune anunciou em seu blog que  deixaria a Capcom, no final do mês com a intenção de "começar a sua vida de novo." Inafune estava na companhia há 23 anos.
Atualmente Keiji Inafune trabalha com sua equipe empresa, a Comcept USA, em agosto de 2013, anunciou um novo jogo com estilo retrô chamado Mighty No. 9 e para viabilizar, teve de recorrer ao site de financiamento coletivo Kickstarter, onde superou a meta de um milhão de dólares e terminando, assim, com quase 4 milhões de dólares.
Em 2015, foi revelado na Electronic Entertainment Expo (E3), durante a conferência de imprensa da Microsoft, o jogo Recore. Desenvolvido pela parceria entre a Comcept, estúdio de Keiji Inafune, e a Armature Studio que é formada por designers que trabalharam no Metroid Prime 3: Corruption e Batman: Arkham Origins Blackgate, o jogo é dirigido por Mark Pacini, diretor da série Metroid Prime. ReCore foi publicado pela Microsoft Studios e lançado em 13 de setembro de 2016.

## Gameografia

### Mega Man
- Mega Man (1987) — Designer de personagens
- Mega Man 2 (1988) — Designer de personagens
- Mega Man 3 (1990) — Designer de personagens
- Mega Man 4 (1991) — Planejador, Designer Especial
- Mega Man 5 (1992) — Designer de Objeto, Orientador
- Mega Man 6 (1993) — Designer de Objeto
- Mega Man Soccer (1994) — Ilustração
- Mega Man 7 (1995) — Designer de Objetos
- Mega Man 8 (1996) — Produtor
- Mega Man 2: The Power Fighters (1996) — Agradecimentos Especiais
- Mega Man Battle & Chase (1997) — Produtor
- Mega Man & Bass (1998) — Produtor
- Mega Man Powered Up (2006) — Produtor Executivo
- Mega Man 9 (2008) — Produtor, Designer de Personagens
- Mega Man 10 (2010) — Produtor

### Mega Man X
- Mega Man X (1993) — Designer de Personagens; Roteirista
- Mega Man X2 (1994) — Designer de Personagens
- Mega Man X3 (1995) — Designer de Personagens
- Mega Man X4 (1997) — Produtor
- Mega Man X5 (2000) — Agradecimentos Especiais
- Mega Man Xtreme (2000) — Agradecimentos Especiais
- Mega Man Xtreme 2 (2001) — Agradecimentos Especiais
- Mega Man X7 (2003) Agradecimentos Especiais
- Mega Man X8 (2004) — Agradecimentos Especiais
- Mega Man Maverick Hunter X (2005) — Produtor Executivo

### Mega Man Legends
- Mega Man Legends (1997) — Produtor
- The Misadventures of Tron Bonne (1999) — Conceito de Jogo, Produtor
- Mega Man Legends 2 (2000) — Produtor

### Mega Man Zero
- Mega Man Zero (2002) — Produtor
- Mega Man Zero 2 (2003) — Produtor
- Mega Man Zero 3 (2004) — Produtor
- Mega Man Zero 4 (2005) — Produtor

### Mega Man ZX
- Mega Man ZX (2006) — Produtor
- Mega Man ZX Advent (2007) — Produtor

### Mega Man Battle Network
- Mega Man Battle Network (2001) — Produtor
- Mega Man Battle Network 2 (2001) — Produtor
- Mega Man Battle Network 3 (2002) — Produtor
- Mega Man Battle Network 4 (2003) — Produtor
- Mega Man Battle Network 5 (2004) — Produtor
- Mega Man Battle Network 6 (2005) — Produtor

### Mega Man Star Force
- Mega Man Star Force (2006) — Produtor Executivo
- Mega Man Star Force 2 (2007) — Produtor Executivo
- Mega Man Star Force 3 (2008) — Produtor Executivo

### Resident Evil
- Resident Evil: Director's Cut — Produtor
- Resident Evil 2 — Produtor
- Biohazard 4D-Executer — Supervisor Executivo
- Resident Evil 4 – Produtor Executivo (Versão do Playstaton 2)
- Resident Evil 5 – Produtor Exectivo (Não Creditado)

### Onimusha
- Onimusha: Warlords — Produtor
- Onimusha 2: Samurai's Destiny — Produtor
- Onimusha 3: Demon Siege — Produtor
- Onimusha Blade Warriors — Produtor Executivo
- Onimusha: Dawn of Dreams — Produtor Executivo
- Onimusha — Escritor (filme)

### Outros jogos eletrônicos
- Street Fighter — Designer Gráfico
- Pro Yakyuu? Satsujin Jiken! — Designer Gráfico
- Chip 'n Dale Rescue Rangers — Designer Gráfico
- DuckTales — Designer Gráfico
- Yo! Noid — Design de Personagem, Illustrações
- Capcom's Gold Medal Challenge '92 — Designer Gráfico
- Breath of Fire — Design de Personagem, Illustrações
- Capcom Fighting Evolution — Produtor Executivo
- The Legend of Zelda: The Minish Cap — Produtor
- Shadow of Rome —  Produtor Executivo
- Final Fight: Streetwise — Agradecimentos Especiais
- Lost Planet: Extreme Condition — Produtor, História Original
- Dead Rising — Produtor
- Street Fighter IV — Produtor Executivo
- Bionic Commando — Produtor Executivo
- Super Street Fighter IV — Produtor Executivo
- Dark Void — Produtor Executivo
- Lost Planet 2 — Produtor Executivo
- Dead Rising 2/Off the Record — Produtor
- Ghost Trick: Phantom Detective — Produtor Executivo
- Asura's Wrath — Produtor Executivo
- Dragon's Dogma — Produtor Executivo (uncredited)
- Phoenix Wright: Ace Attorney/Apollo Justice — Produtor Executivo
- Hyperdimension Neptunia Mk2 — Convidado especial (Invocação)
- Hyperdimension Neptunia Victory — Convidado especial (Invocação)
- Guild02 — Designer (Bugs vs. Tanks)
- Yaiba: Ninja Gaiden Z — Produtor
- Soul Sacrifice — Game designer
- Kaio: King of Pirates — Project lead
- J.J. Rockets — Project lead
- Soul Sacrifice Delta — Game designer
- Azure Striker Gunvolt — Promotion Produtor
- Azure Striker Gunvolt 2 - Promotion Produtor
- Mighty No. 9 — Conceito
- ReCore — Produtor Executivo
- Red Ash: The Indelible Legend - Concepção e produtor executivo

### Filmes
- Zombrex: Dead Rising Sun — Diretor